# HD 142049
HD 142049，又名CP-59 6428，SAO 253349、HR 5900，是一颗恒星，视星等为5.77，位于銀經323.99，銀緯-5.06，其B1900.0坐标为赤經15h 47m 9.4s，赤緯-59° -5.06′ 45″。